# Сополыга, Мирослав
Мирослав Сополыга (словац. Miroslav Sopoliga, 1946, Свидник) — словацкий этнолог (украинец по национальности), доктор наук, директор Музея украинской  культуры в Свиднике.  В 1974 окончил философский факультет Прешовского университета (специальность украинский язык-история). В 1967 начал работать в музее в Свиднике, с 1986 года — директор музея. В 1981 защитил кандидатскую диссертацию на тему "Народное строительство украинцев в восточной Словакии". Является автором почти 80 научных работ посвящённых этнографии словацких украинцев. Награждён украинским орденом «За заслуги» III степени (2008). Заслуженный работник культуры Украины (2011).